# Jastrzębiec (roślina)

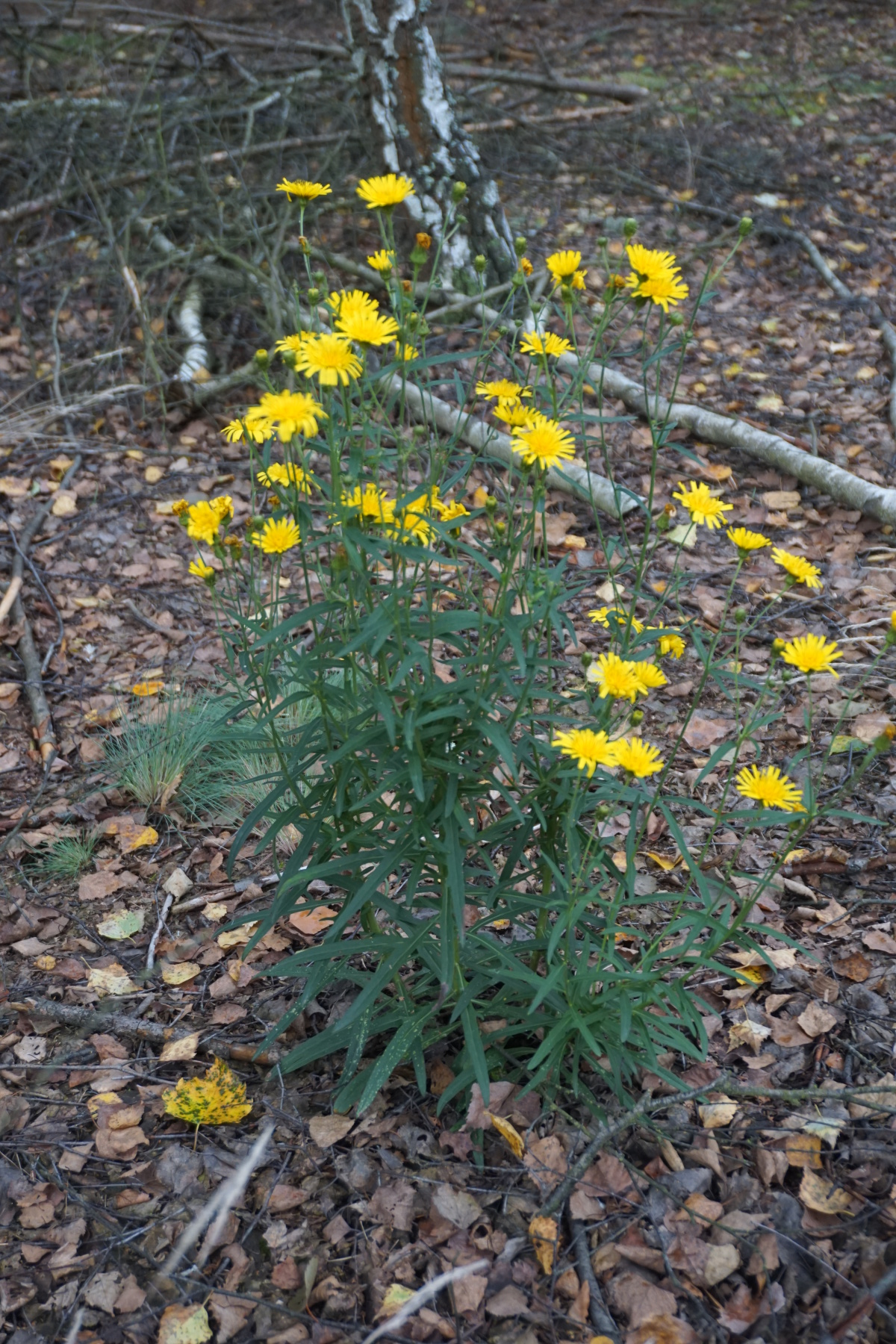
Jastrzębiec baldaszkowy

Jastrzębiec (Hieracium L.) – rodzaj roślin z rodziny astrowatych. Bardzo problematyczny pod względem taksonomicznym. Obejmuje od ok. 4,2 tys. do prawdopodobnie ok. 9–10 tys. gatunków. Tylko ich część stanowi tzw. gatunki główne, podczas gdy większość to ich mieszańce rozmnażające się za pomocą apomiksji. W niektórych ujęciach systematycznych część gatunków (ok. 250) wyodrębnianych jest w osobny rodzaj kosmaczek Pilosella. Przedstawiciele rodzaju Hieracium występują na całym świecie, z wyjątkiem Australazji. Z Polski w 2002 wymieniono 103 gatunków. W 2020 w wykazie flory polskiej ujęto 86 gatunków z rodzaju Hieracium i 50 z rodzaju Pilosella.

## Morfologia

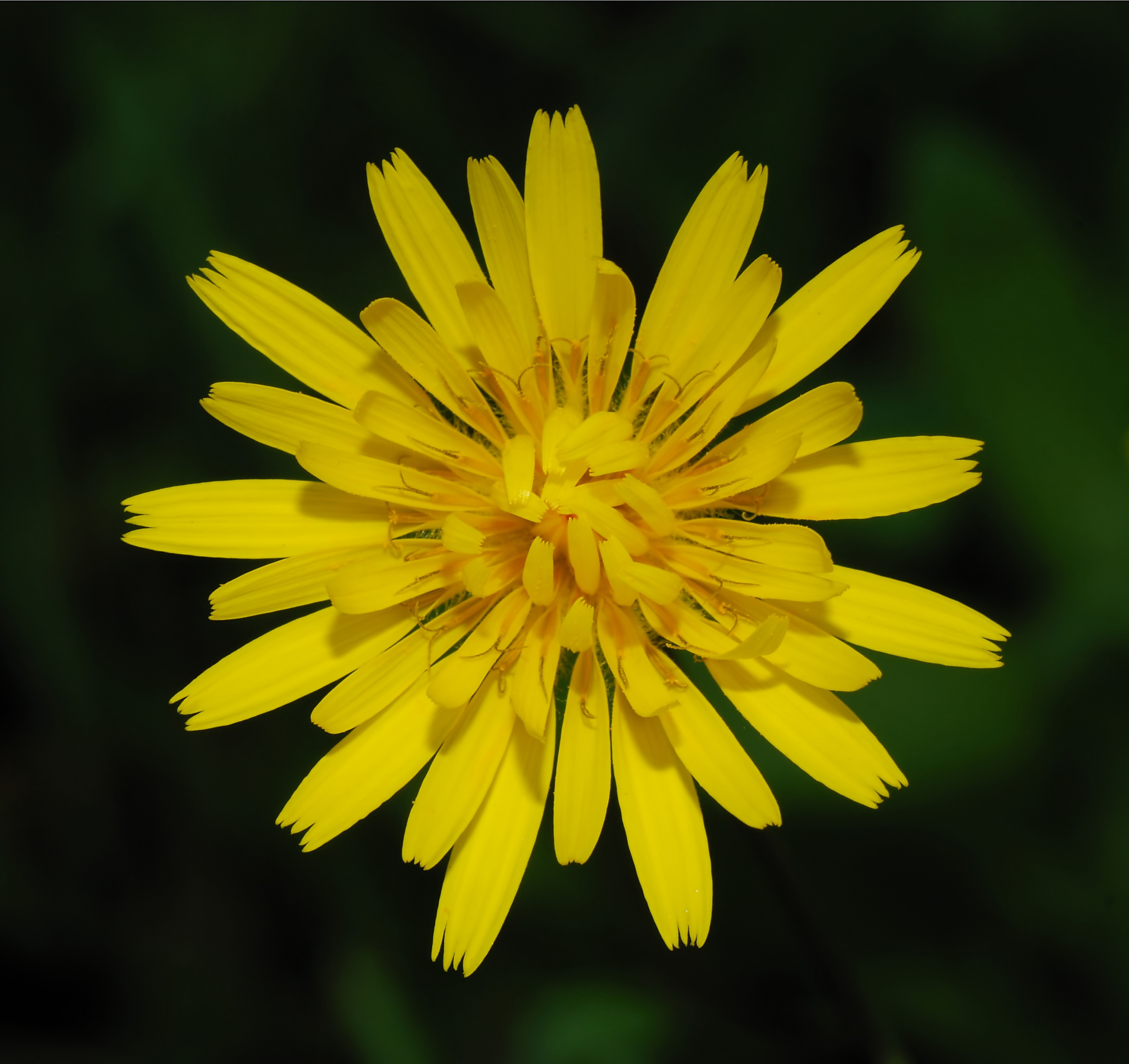
Koszyczek jastrzębca Lachenala

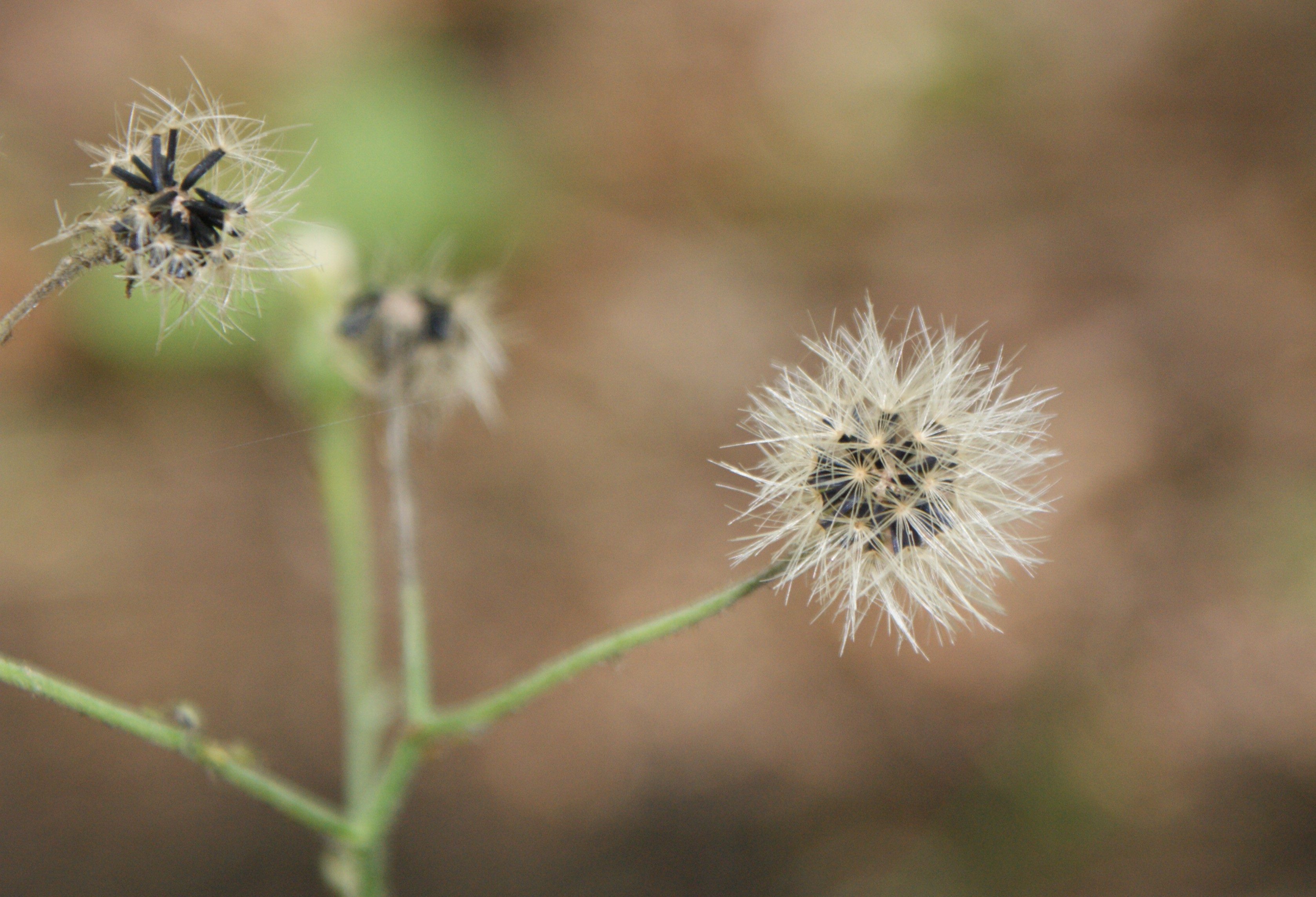
Owoce jastrzębca leśnego

PokrójByliny osiągające od kilku, zwykle ponad 20 cm, do ponad 150 cm wysokości. Z korzeniem palowym, u niektórych gatunków z drewniejącą szyją korzeniową. W podrodzaju Pilosella (wyodrębnianym też jako osobny rodzaj) zwykle obecne są rozłogi. Łodyga jest pojedyncza lub jest ich kilka, są rozgałęzione lub nierozgałęzione. Rośliny pokryte są zwykle włoskami, których skład i budowa ma istotne znaczenie w rozpoznawaniu taksonów. Wyróżnia się włoski proste, nierozgałęzione o długości wynoszącej zwykle do kilku mm, rzadko do 20 mm; włoski gwiazdkowate (z kilkukomórkowym trzonkiem i jednokomórkowymi promieniami) oraz włoski gruczołowate, zwykle do 3 mm długości, z kilkukomórkowym trzonkiem zwieńczonym gruczołkiem.
LiścieOdziomkowe, łodygowe, albo takie i takie. Ogonkowe lub siedzące. Blaszka o kształcie od jajowatego do równowąskiego, całobrzega lub ząbkowana, albo też głęboko wcinana.
KwiatyZebrane w koszyczki tworzące się pojedynczo na szczycie pędu lub po kilka albo w większej liczbie, w formie różnego rodzaju kwiatostanów złożonych. Okrywy są szerokokuliste do wąskowalcowatych, zwykle o średnicy od 3 do 9 mm. Listki pokrywające okrywy wyrastają w dwóch lub większej liczbie rzędów, ułożone są dachówkowato, mają kształt równowąski do lancetowatego, ich końce są przylegające lub odgięte na zewnątrz. Dno koszyczka jest płaskie, nagie i dołeczkowane. Kwiaty w koszyczku są tylko języczkowe, na szczycie łatki korony z 5 ząbkami, barwy zwykle żółtej, czasem pomarańczowej, białawej, czasem czerwono nabiegłe, często czerwieniejące w czasie przekwitania.
OwoceNiełupki zwykle czerwonobrązowe do czarnych, walcowate, pryzmatyczne lub wrzecionowate, bez wyraźnego dzióbka, zwykle z 10 żeberkami. Włoski puchu kielichowego proste, nierozgałęzione, białe, szarawe lub rudawożółte, równe lub różnej długości.

## Systematyka
Pozycja systematyczna
Rodzaj z podplemienia Hieraciinae z plemienia Cichorieae z podrodziny Cichorioideae w robrębie rodziny astrowatych Asteraceae.
Podział rodzaju
Rodzaj opisywany jest jako „najbardziej trudny i skomplikowany taksonomicznie” w świecie roślin, w którego obrębie koncepcja „gatunku” należy do najbardziej sztucznych.
W niektórych ujęciach systematycznych część (ok. 250) zaliczanych tu gatunków wyodrębniana jest w osobny rodzaj kosmaczek Pilosella Hill. (alternatywnie uznawany za podrodzaj Pilosella (Hill.) S.F. Gray). Rośliny te wyróżniają się od innych jastrzębców: obecnością rozłogów („prawie zawsze”), żeberkami na owocu niepołączonymi na jego szczycie w pierścień, rozwojem włosków puchu kielichowego w jednym rzędzie (a nie dwóch), zwykle mniejszymi owockami (do 2,5 mm długości).
Źródłem problemów taksonomicznych w obrębie rodzaju jest zdolność jego przedstawicieli do krzyżowania się i tworzenia nasion bez zapłodnienia, za sprawą apomiksji. Apomiksja pozwala zachowywać specyficzne cechy morfologiczne dla rośliny rodzicielskiej, konserwując wszelkie skutki zmienności pojawiające się na szczeblu populacyjnym czy regionalnym. W obrębie rodzaju opisano do kilkuset (ok. 800) tzw. gatunków głównych i ok. 5 tys. (do 10 tys.) utrwalonych mieszańców między nimi, rozmnażających się apomiktycznie, określanych w zależności od ujęcia systematycznego jako mikrogatunki, podgatunki lub gatunki pośrednie. W obrębie niektórych „głównych gatunków” wyróżnianych bywają setki „podgatunków” (np. w przypadku jastrzębca leśnego ponad 600).
Gatunki flory Polski
- jastrzębiec alpejski (Hieracium alpinum L.)
- jastrzębiec atramentowy (Hieracium atramentarium Nägeli & A. Peter)
- jastrzębiec baldaszkowy (Hieracium umbellatum  L.)
- jastrzębiec Bauhina (Hieracium bauhinii  Schult., syn. H. magyaricum Nägeli & A. Peter)
- jastrzębiec blady (Hieracium schmidtii Tausch, syn. H. pallidum Biv.)
- jastrzębiec bródkowaty (Hieracium alpicola Schleich.)
- jastrzębiec brunatny (Hieracium fuscoatrum Nägeli & A. Peter)
- jastrzębiec chondrillolistny (Hieracium chondrillifolium Fr.)
- jastrzębiec ciemny (Hieracium nigritum R. Uechtr.)
- jastrzębiec cienisty (Hieracium umbrosum Jord.)
- jastrzębiec ciepłolubny (Hieracium calodon (Tausch) Nägeli & A. Peter)
- jastrzębiec czarniawy (Hieracium nigrescens  Willd.)
- jastrzębiec czerwonaworozłogowy (Hieracium calomastix A. Peter)
- jastrzębiec czerwonawy (Hieracium rubrum A. Peter)
- jastrzębiec delikatny (Hieracium leptophyton Nägeli & A. Peter)
- jastrzębiec długołodygowy (Hieracium longiscapum Boiss. & Kotschy, syn. H. spathophyllum Nägeli & A. Peter)
- jastrzębiec długorozłogowy (Hieracium macrostolonum Gus. Schneid., syn. H. cernuiforme Nägeli & A. Peter)
- jastrzębiec elegancki (Hieracium scitulum Woł.)
- jastrzębiec Fritzego (Hieracium fritzei F. W. Schultz)
- jastrzębiec Fuckela (Hieracium fuckelianum Touton & Zahn)
- jastrzębiec gałęzisty (Hieracium racemosum  (Waldst. & Kit.) Willd.)
- jastrzębiec gęstokoszyczkowy (Hieracium densiflorum Tausch, syn. H. tauschii Zahn)
- jastrzębiec gładki (Hieracium laevigatum Willd.)
- jastrzębiec gombseński (Hieracium gombense Lagger et Christener)
- jastrzębiec gronkowy (Hieracium lactucella Wallr., syn. H. auricula sensu auct., non L.)
- jastrzębiec izerski (Hieracium iseranum R. Uechtr., syn. H. nigriceps Nägeli & A. Peter)
- jastrzębiec jurajski (Hieracium juranum Fr.)
- jastrzębiec karkonoski (Hieracium corconticum (K. Knaf) Čelak.)
- jastrzębiec karpacki (Hieracium carpathicum Besser)
- jastrzębiec kłaczkowaty (Hieracium suprafloccosum Nägeli & A. Peter)
- jastrzębiec Koernickego (Hieracium koernickeanum Nägeli & A. Peter)
- jastrzębiec kosmaczek (Hieracium pilosella L.)
- jastrzębiec kosmaczkokwiatowy (Hieracium piloselliflorum Nägeli & A. Peter)
- jastrzębiec kosmaty (Hieracium villosum Jacq.)
- jastrzębiec kwiecisty (Hieracium floribundum Wimm. & Grab.)
- jastrzębiec Lachenala (Hieracium lachenalii C. C. Gmel., syn. H. vulgatum Fr. p. p.)
- jastrzębiec laurowaty (Hieracium laurinum Arv.-Touv.)
- jastrzębiec lepki (Hieracium amplexicaule L.) – antropofit zadomowiony
- jastrzębiec leśny (Hieracium murorum L., syn. H. sylvaticum auct.)
- jastrzębiec letni (Hieracium conicum Arv.-Touv., syn. H. aestivum Fr.)
- jastrzębiec liptowski (Hieracium liptoviense Borbás)
- jastrzębiec Marii Bornmüller (Hieracium mariae-bornmuelleriae Zahn)
- jastrzębiec modry (Hieracium caesium (Fr.) Fr.
- jastrzębiec mylący (Hieracium fallax Willd.)
- jastrzębiec Obornego (Hieracium obornyanum Nägeli & A. Peter)
- jastrzębiec ognisty (Hieracium blyttianum Fr.)
- jastrzębiec omanowaty (Hieracium inuloides Tausch)
- jastrzębiec onosmowaty (Hieracium onosmoides Fr.)
- jastrzębiec pannoński (Hieracium auriculoides Láng, syn. H. pannonicum Nägeli & A. Peter)
- jastrzębiec Petera (Hieracium peteranum Käser)
- jastrzębiec plamisty (Hieracium maculatum Schrank, syn. H. maculatum Sm.)
- jastrzębiec płodny (Hieracium euchaetium Nägeli & A. Peter)
- jastrzębiec pomarańczowy (Hieracium aurantiacum L.)
- jastrzębiec popielaty (Hieracium tephrosoma (Nägeli & A. Peter) Zahn)
- jastrzębiec pośredni (Hieracium epimedium Fr.)
- jastrzębiec pruski (Hieracium prussicum  Nägeli & A. Peter)
- jastrzębiec przeźroczysty (Hieracium diaphanoides Lindeb.)
- jastrzębiec przenętowaty (Hieracium prenanthoides Vill.)
- jastrzębiec przewiertniowaty (Hieracium bupleuroides C. C. Gmel.)
- jastrzębiec ramienisty (Hieracium bracchiatum Bertol. ex DC., syn. H. brachiatum Bertol.)
- jastrzębiec rodniański (Hieracium pietroszense Degen & Zahn)
- jastrzębiec rohacki (Hieracium rohacsense Kit., syn. H. rauzense Murr)
- jastrzębiec Rostana (Hieracium rostanii Nägeli & A. Peter)
- jastrzębiec rozgałęziony (Hieracium virgicaule Nägeli & A. Peter)
- jastrzębiec rozłogowaty (Hieracium flagelliforme Gus. Schneid.)
- jastrzębiec rozłogowy (Hieracium flagellare  Willd.)
- jastrzębiec rozwidlony (Hieracium bifurcum M. Bieb.)
- jastrzębiec równołodygowy (Hieracium laevicaule Jord., syn. H. levicaule Jord., H. vulgatum Fr. p. p.)
- jastrzębiec rudy (Hieracium stoloniflorum Waldst. & Kit.)
- jastrzębiec ryfejski (Hieracium riphaeum R. Uechtr.)
- jastrzębiec sabaudzki (Hieracium sabaudum L.)
- jastrzębiec siarkowy (Hieracium sulphureum Döll)
- jastrzębiec siny (Hieracium bifidum Kit. ex Hornem., syn. H. bifidum Kit.)
- jastrzębiec siwy (Hieracium kalksburgense Wiesb., syn. H. canum Nägeli & A. Peter non Vuk., syn. H. laschii (Sch. Bip. & F. W. Schultz) Zahn)
- jastrzębiec Schultesa, j. gronkowaty (Hieracium schultesii F. W. Schultz.)
- jastrzębiec skalnicowaty (Hieracium saxifragum Fr.)
- jastrzębiec skupiony (Hieracium ambiguum Ehrh.)
- jastrzębiec strzałkowaty (Hieracium fuscocinereum Norrl. em. S. Bräut.)
- jastrzębiec suchy (Hieracium aridum Freyn)
- jastrzębiec sudecki (Hieracium sudeticum (Sternb.) Zahn)
- jastrzębiec szczeciniasty (Hieracium rothianum Wallr., syn. H. setigerum Tausch)
- jastrzębiec ściemniały (Hieracium nigritum R. Uechtr.)
- jastrzębiec ścierniskowy (Hieracium arvicola Nägeli & A. Peter)
- jastrzębiec śląski (Hieracium sparsum Friv., syn. H. sparsum Friv. subsp. silesiacum (E. Krause) Zahn)
- jastrzębiec ślimakowaty (Hieracium cochleatum (Nägeli & A. Peter) Zahn)
- jastrzębiec Vagnera (Hieracium vagneri Pax)
- jastrzębiec wątpliwy (Hieracium dubium (L.) Lindeb.)
- jastrzębiec wciętolistny (Hieracium incisum Hoppe)
- jastrzębiec wczesny (Hieracium glaucinum Jord.)
- jastrzębiec wężymordolistny (Hieracium scorzonerifolium Vill.)
- jastrzębiec wierzchotkowy (Hieracium cymosum  L.)
- jastrzębiec Wiesbaura (Hieracium wiesbaurianum R. Uechtr.)
- jastrzębiec włochaty (Hieracium valdepilosum Vill.)
- jastrzębiec włosisty (Hieracium piliferum Hoppe)
- jastrzębiec wysoki (Hieracium piloselloides Vill., syn. H. florentinum All. H. praealtum Vill.)
- jastrzębiec ząbkowany (Hieracium dentatum Hoppe)
- jastrzębiec zębatolistny (Hieracium glandulosodentatum R. Uechtr.)
- jastrzębiec zielonokoszyczkowy (Hieracium chlorocephalum R. Uechtr.)
- jastrzębiec zielonookrywowy (Hieracium chlorops (Nägeli & A. Peter) Zahn
- jastrzębiec Ziza (Hieracium zizianum Tausch)
- jastrzębiec złudny, j. zwodniczy (Hieracium paragogum Nägeli & A. Peter)
- jastrzębiec żałobny (Hieracium atratum Fr.)
- jastrzębiec żmijowcowaty (Hieracium echioides Lumn.)
- Hieracium babiogorense Szeląg[14]
- Hieracium besseri Szeląg[14]